# Zákon objemových poměrů slučovacích
Zákon objemových poměrů slučovacích (též zákon stálých poměrů objemových) je chemický zákon, který říká, že
plyny se slučují v jednoduchých poměrech objemových.
Např. z jednoho objemu kyslíku a dvou objemů vodíku vzniknou dva objemy vodní páry.
Formulace tohoto zákona je připisována Gay-Lussacovi.